# Благовещенский собор (Псков)
Собор Благовещения Пресвятой Богородицы — утраченный православный соборный храм, располагавшийся на территории Псковского крома.

## История

### Старый храм
Точное время появления Благовещенского храма в Псковском кремле неизвестно, однако он возводился в конце XVII века — возможно, в связи с перестройкой Троицкого собора, в котором был посвящённый Благовещению Пресвятой Богородицы придел. Храм был построен у западной стены крома и Смердьей (Довмонтовой) башни.
Изображение Благовещенской церкви существует на рукописном плане Пскова 1694 года и на литографии Ивана Селезнева 1820-х годов. Одноглавый храм с приподнятым над основным объёмом четвериком, перекрытым на четыре ската, возвышался над крепостной стеной, с запада к нему была пристроена казённая палата для хранения утвари и книг. К XIX веку облик храма претерпел ряд изменений: зубчатая кровля с изломами была заменена прямоскатной, уложенной по стропилам, верх стен палаты был спрямлён, а арочные проёмы притвора были обложены плитой и наполовину заужены.
В 1788 году храм сильно пострадал при пожаре, произошедшем 2 июля по старому стилю. К 1820-м годам он пришёл в ветхость. Планы его восстановления не увенчались успехом, в обрушившаяся частично в 1824 году крепостная стена нанесла ему новые повреждения. Поэтому в 1825 году старый храм был разобран.

### Новый храм
В начале 1830-х годов началось создание нового зимнего храма, который спроектировал архитектор Авраам Мельников. Его строительство было завершено к 1835 году (по другим данным, 1836) году. Здание было выполнено в стиле позднего классицизма, и в зимнее время «тёплый» храм служил кафедральным собором. Мощи святого князя Всеволода Мстиславича, в крещении Гавриила, начиная с 1898 года 17 октября по старому стилю переносили с крестным ходом в Благовещенский храм из Троицкого, а 22 апреля возвращали обратно.
После Октябрьской революции и Гражданской войны в 1920—1922 годах в соборе проводили богослужения обновленцы. Храм не был признан памятником архитектуры, и в 1933 году его взорвали.
25 апреля 2003 года архиепископ Псковский и Великолукский Евсевий (Саввин) освятил на месте уничтоженного храма поклонный крест.